# Herencia (Armenia)
Herencia (en armenio: Ժառանգություն, Zharangut'yun) es un  partido político armenio de corte nacional liberal. Fue fundado en 2002 por Raffi Hovannisian, el primer ministro de Asuntos Exteriores de la Armenia independiente.

## Política e ideología
- Herencia es un partido político que se siente partidaria de la democracia liberal.[1]

Economía
- Liberalismo económico
- "Los objetivos de la política nacional son las reformas legales, el desarrollo de la sociedad civil y la política económica de Armenia. Herencia declara que mantener la competitividad del mercado, ayuda a que crezca la economía armenia".
- "Además, el partido cree que la reducción de la pobreza y la construcción de buenos servicios sociales son muy esenciales para el futuro de Armenia. Al tomar estas medidas, Herencia tiene el objetivo de reducir la emigración de Armenia hacia otros países, y detener la ''fuga de cerebros'' del país."

Asuntos Exteriores
- "Su política exterior puede caracterizarse como equilibrada, pero también como Pro-Occidentalista. Herencia destaca una buena relación con Rusia, China e India, pero considera que la integración y cooperación con países europeos, sería la clave para el progreso nacional. La integración europea no es un objetivo en sí mismo, sino más bien como una herramienta para mejorar el bienestar, la prosperidad y la seguridad del país. Con Turquía, Herencia aboga por un dialogo abierto y honesto".[2]
- Reconocimiento de la República de Artsaj como un estado independiente (el partido ha propuesto en varias ocasiones, sin éxito, proyectos de ley en el parlamento, para que Armenia reconozca este estado)[3]
- Integración total y definitiva de Armenia a la Unión Europea.

## Registro electoral
El partido se convirtió en el partido más grande de la Asamblea Nacional de Armenia después de su debut en las elecciones parlamentarias de 2007. Ganó 7 escaños y obtuvo el 5.81% de los votos.
En las elecciones parlamentarias de 2012, Herencia obtuvo 5 escaños, y obtuvo 86 998 votos. Como resultado, se convirtió en el partido más pequeño del parlamento, con Zaruhi Postanjyan como su líder.

### Asamblea Nacional
| Año  | Lista de Partido | Lista de Partido | Lista de Partido | Escaños de Circunscripción | Total de Escaños | +/- |
| Año  | Votos            | %                | Escaños/Total    | Escaños de Circunscripción | Total de Escaños | +/- |
| ---- | ---------------- | ---------------- | ---------------- | -------------------------- | ---------------- | --- |
| 2007 | 81 048           | 6.0              | 7/90             | 0/41                       | 7/131            | +7  |
| 2012 | 86 998           | 5.76             | 5/90             | 0/41                       | 5/131            | -2  |
| 2017 | 32 504           | 2.07             | 0/105            | 0/105                      | 0/105            | -5  |

### Elecciones presidenciales
| Año  | Candidato           | Votos   | %     |
| ---- | ------------------- | ------- | ----- |
| 2008 | Levon Ter-Petrosián | 351 222 | 21.50 |
| 2013 | Raffi Hovannisian   | 539 672 | 36.75 |